# 朴在森
朴 在森（パク・チェサム、パク・ジェサム、1933年 - 1997年）は韓国の詩人である。日本の東京出身。

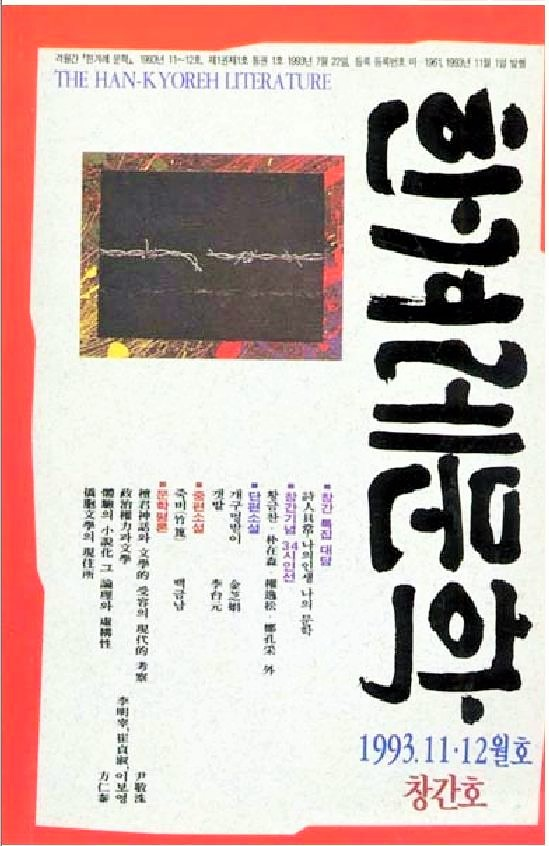
The Han Kyoreh Literature(ハンギョレ文学)

## 略歴
1933年4月10日、東京で生まれる。慶尚南道の三千浦（現在の泗川市）で成長して、高麗大学校の国文科を中退した。そして、1997年6月8日、他界した。彼は詩を通して韓国の抒情詩の音色を再現しながら、素朴な日常生活と哀憐について繊細なリズムで詠った。そして、悲しみという人生の根本的な情緒に、韓国的な情と恨（ハン）の世界を描いた。彼の詩において、自然とは人生の理知を完璧に具現し、永遠で純粋な美しさを見せてくれる世界である。彼は、その自然に頼って慰めと知恵を得たり、自然の完璧な美しさに絶望したりした。
朴在森の詩は、1950年代のモダニズム詩の観念的で異国的な情趣とは異なり、伝統的な抒情詩の絶頂を見せてくれる。特に、彼の独特な口語体の文体とリズムは、詩の美しさと自然らしさを引き立たせている。 1993年に新たに創刊された隔月刊「ハンギョレ文学」 の第一の編集委員を務めた。

## 受賞歴
- 1956年、第2回 現代文学新人賞
- 1977年、韓国詩人協会賞
- 1982年、鷺山文学賞
- 1983年、韓国文学作家賞
- 1986年、中央日報の時調大賞
- 1987年、平和文学賞

## 主な作品
詩集
- 1962年、『춘향이 마음』(春香の心)[2]
- 1970年、『햇빛 속에서』(日差しの中で)
- 1975年、『천년의 바람』(千年の風)
- 1976年、『어린 것들 옆에서』(幼い者の傍で)
- 1983年、『추억에서』(思い出)
- 1984年、『아득하면 되리라』(遥かになればなる)
- 1985年、『내 사랑은』(僕の愛は)
- 1985年、『대관령 근처』(大関嶺の近く)
- 1986年、『찬란한 미지수』(燦爛なる未知数)
- 1987年、『바다 위 별들이 하는 짓』(海の上の星たちがやること)
- 1987年、『박재삼 시집』(朴在森 詩集)
- 1987年、『사랑이여』(愛よ)
- 1987年、『울음이 타는 가을 강』(泣き流れる秋の江)
- 1996年、『다시 그림움으로』(再び懐かしさへ)
- 1997年、『사랑하는 사람을 남기고』(愛する人を残して)

エッセー集
- 1986年、『울밑에 선 봉선화』(垣根の下に咲いたホウセンカ)
- 1987年、『아름다운 삶의 무늬』(美しき人生の模様)
- 1989年、『슬픔과 허무의 그 바다』(悲しみと虚しさのあの海)